# 西彭镇
西彭镇是中国重庆市九龙坡区下辖的一个镇。海拔高度约300米，地处中梁山脉与缙云山脉之间的槽谷地带南端邻近长江，素有“铝都”之誉。

## 行政区划
西彭镇下辖以下地区：
西竹路社区、大石堡社区、东大街社区、桥凼村、马鞍村、泥壁村、双岗村、李家河村、黄谦村、长安村、永安村、元通村、石塔村、元明村、东林村、梓槐村、玉凤村、千秋村、新民村、迎新村、三府村、长石村、合心村、响堂村、真武宫村、树民村和宝华村。
西竹路社区、大石堡社区、东大街社区、银燕社区、城西家园社区、桥凼村、马鞍村、泥壁村、双岗村、李家河村、黄磏村、长安村、元通村、石塔村、元明村、东林村、梓槐村、玉凤村、千秋村、新民村、迎新村、三府村、长石村、合心村、响堂村、真武宫村、树民村、宝华村。